# 北京2008 (油絵)
『北京2008』（Beijing 2008）は、2005年に完成した、中国系カナダ人の画家劉溢（リウ・イ）が、2008年北京オリンピック招致成功を記念して描いた油絵。
この絵は、2006年にインターネットの掲示板で公開された後、瞬く間に人気を博したもので、4人の裸の女性が脱衣麻雀に興じている様子が描かれています。その後、インターネットやメディアで話題となり、アートコレクターの入札の対象となり、2012年の北京のオークションで1955万元で落札された。
また、劉溢は2006年に「麻雀をする女性」の2度目の新版を描いているが、前作とはわずかな違いしかない。

## 制作の流れ
劉溢は、中国・天津生まれで文化大革命後の1982年に中央美術学院油絵科を卒業後、1991年にカナダに移住し、プロの画家としてのキャリアをスタートさせた。
この作品「北京2008」は、劉溢がカナダに滞在していても母国の北京オリンピック招致の成功については誇りに思い、制作したもの。
2005年3月、「北京2008」はニューヨーク・アートフェアに出展され、4人の女性が麻雀をしている姿に多くの来場者が興味を抱いたという。 この絵は、カナダのRedincのブースで注目を集め、CNNでも紹介されました。 この絵がきっかけとなり、有名的なオークションハウス「中国嘉徳」と契約し、秋に中国で競売されることになった。 この絵は、インターネット上での話題性やヒット数では、ダ・ヴィンチの「モナリザ」、ゴッホの「星月夜」に次ぐと言われています。
2006年4月25日の『星島日報』のインタビューで、劉溢は「2008年のオリンピックは北京で開催され、西洋人は大会をオリムゲームと呼ぶが、この麻雀をしている女性の絵もゲームである」と言っている。
劉溢は後に「麻雀を打つ女」を描いている。 これは、「北京2008」が展示後すぐにアメリカのコレクターに買われたためで、劉溢はこの絵を中国人にコレクションしてほしかったので、怒ったのだ。 そこで、彼はそれを再現し、絵の中の日本女性を入れ替えたのです。 劉溢はこの言葉を使って、ネットユーザーから頻繁に言及されていた麻雀打ちの女性の名前を2作目の絵につけた。

## 作品の解釈

### 北京2008
インターネット上で最も広く流布しているのは、暗黙の政治的寓話である。
麻雀をしている4人の女性は、東アジアで最も影響力のある4カ国を代表している。4人の女性が脱衣麻雀をしているが、西向きの女性は米国とロシア、東向きの女性は中国と日本である。 東洋の麻雀のスタイルで行われるゲームです。 着衣の量に応じて出目が決まり、最終的な勝敗が決まります。
4人の女性の服装の状態は国の強さを表しており、正面から見た女性はアメリカです。 最も服を着ているが下半身は裸のアメリカ人は、テーブルの上で最も力を発揮し、頭に手を当てたり、台湾を見たりして、ゲームに気を取られているようだ。
右側のパンティーが1枚残っている女性はロシアで、地面に横たわっているロシア人は、その様子に無関心である。 片足はアメリカ方向、片手は中国方向に伸ばしており、牌を交換している最中であることを示しています。 両者は、それを最大限に活用するために動き回る。
腰の刺青の女性は中国で、上半身は裸だが下半身は隠している。 また、牌を2つ隠し持っている。 テーブルの上の牌「東風」は中国の復活であり、東風ミサイルはテーブルの上の中国にとって強力な武器である。 一方、中国の情勢は良さそうだが、誰も彼女の手の内を知らないし、テーブルの下で小細工をしている。
左端の全裸の女性は日本で、日本人は牌を熱心に見ている。 彼女は、他の人たちが何をしているのか、まったく意識していない。 彼女は自分のゲームをやっているだけだ。
小さな水皿を持つ女性は台湾で、中華文明を受け継ぐ台湾を表現するために肚兜をしている。 台湾人女性は、片手に果物皿、片手にナイフを持ち、その表情は、賭けを見守るように、一見、沈痛な表情で怒っているように見えます。 彼女はゲームに参加する資格はなく、最終的な結果がどうであれ、彼女は勝者に果物を提供することしかできない。
窓の外の空に浮かぶ暗雲は危険な状況を象徴しており、海峡の両岸に危機が迫っていることを示唆している。 左上の壁の肖像画は、孫文の口髭、蒋介石の禿頭、毛沢東の五行が描かれており、過去100年にわたる中国の歴史の結合を象徴しています。 それは新旧民主主義の総体かもしれないし、台湾海峡を挟んだ両岸のもつれかもしれない。
4人の女性の状態は、中国が1ゲーム負けてロシアになる（ソ連崩壊に似ている）：アメリカが負けてロシアになる：ロシアがまた負けて何もない：日本が負けて即アウトという次の変化を暗示しているのです。 勝者は中国と米国だろう。ただし、米国はベストドレッサーであり、最も強力な国である。 しかし、このゲームは結局のところ、西洋のポーカーではなく、東洋の麻雀である。 米国が中国のやり方でゲームをすることにどれだけの利点があるかは疑問である。

### 麻雀をする女性
2006年、劉溢は2枚目の絵画『麻雀を打つ女』を制作した。 新バージョンの絵は、おおむね前作と似ていますが、微妙に変化した。
元々曇っていた空に夕焼けが現れ、不明瞭な部分が少なくなり、全体の色も黒から橙赤に変化している。
左の図のフルヌードの女性は日本です。 日本人の姿は、小泉純一郎のような短い巻き毛をしている。 顔を上げて中国に微笑みかけ、指を丸める仕草は、これまでの全力に集中の姿勢とは一線を画している。
中国人の女性は、隠していた2枚のカードのうち1枚が足りず、余分なカードがテーブルに追加された。 新快報の徐碧山記者は、追加された6つの筒子が彼女が隠した元のカードであり、ローピンは6者協議を意味すると推理した。 また、腕には時計をつけており、6カ国協議のタイムテーブルを示唆している。 さらに、腰の刺青も消えた。
アメリカの陣地でサイコロが余ったのは、バンカーになったからだとジャーナリストは解釈し、バンカー＋東風だったら、アメリカが完全に主導権を握っていたはずだ。 しかし、東風を持っていたのは中国であった。
麻雀テーブルの外に立っている女の子は、『北京2008年』のときよりも距離が近くなり、髪もストレートからカーリーに変わっている。 これまでの解釈では、多くのネットユーザーはこの少女が台湾を代表していると考えていた。 この変更後、別のユーザーから、彼女が台湾の代表ではなく、北朝鮮の代表ではないかという指摘がありました。 なぜなら、中国はすでに六カ国協議のカードをテーブルに置いているからだ。 また、中国に近い北朝鮮であり、彼女の顔の形や眉毛は北朝鮮人の顔立ちと一致する。 また、肚兜を着用することは、中国と北朝鮮の関係を象徴するものである。

## 所有者
メディアの報道によると、『麻雀をする女性』は海外のコレクターに購入されたそうです。 しかし、最初のアメリカ人コレクターの手を経た後、『北京2008』は中国人経営者に買い取られることになった。 最も広く流布している情報は、唐炬が2006年の中国嘉徳に秋のオークションで落札し、この絵画を所有していると発言していたことである。『北京2008』は、2012年の北京に保利の秋季オークションで1955万人民元で落札された。